# 1 Wall Street Court
1 Wall Street Court, auch Cocoa Exchange, früher Beaver Building, ist ein 15-stöckiges Wohnhochhaus in Lower Manhattan in New York City.

## Beschreibung
Die Architekten Clinton & Russell entwarfen das Gebäude im Auftrag von Century Realty Co. im Stil der Neorenaissance, welches von Juni 1903 bis Oktober 1904 erbaut wurde. Es befindet sich in der 82–92 Beaver Street nahe der Wall Street im Financial District von Manhattan drei Blocks vom East River entfernt. Bekannt ist es vor allem durch den erstmaligen Einsatz von Otis-Aufzügen in den USA. Bis 2004 diente das bis dahin „Beaver Building“ genannte Hochhaus als Geschäfts- und Bürogebäude. Von 1904 bis 1921 war das Gebäude der Hauptsitz der Reederei Munson Steamship Co., die  ab 1919 bis 1937 auch Eigentümer des Gebäudes war. Von 1931 bis 1972 beherbergte das Beaver Building die New Yorker Kakaobörse. Von 2004 bis 2006 wurde es zum Wohnhaus mit 126 Eigentumswohnungen umgestaltet und in „1 Wall Street Court“ umbenannt. Für die Filmreihe John Wick diente das Gebäude als Außendrehort des fiktiven Continental-Hotels.
Die bauliche Gestaltung des 62,5 Meter (205 Fuß) hohen Hochhauses ähnelt einer Säule, da es ebenfalls einen Sockel, einen Schaft und ein Kapitell besitzt, was üblich bei den frühen New Yorker Hochhäusern war. Der Sockel ist mit Stein verkleidet, der Schaft enthält abwechselnd Streifen aus braunen und hellbraunen Ziegelsteinen und das Kapitell ist mit mehrfarbigen Terrakotta-Ornamenten mit geometrischen Formen geschmückt. Über dem Haupteingang angebrachte steinerne Biberköpfe weisen auf den ursprünglichen Namen des Gebäudes hin. Auf dem Gebäude befindet sich für seine Bewohner eine Dachterrasse mit einer Lounge.
Am 13. Februar 1996 wurde 1 Wall Street Court von der Landmarks Preservation Commission der Stadt New York unter Denkmalschutz gestellt und am 6. Juli 2005 in das National Register of Historic Places aufgenommen. 2007 wurde das Gebäude Teil des Wall Street Historic District.